# Cóc bà mụ Tây Ban Nha
Cóc bà mụ Tây Ban Nha (danh pháp hai phần: Alytes cisternasii, tên tiếng Anh: Iberian midwife toad) là một loài cóc thuộc họ Discoglossidae.
Loài này có ở Bồ Đào Nha và miền tây Tây Ban Nha.
Môi trường sống tự nhiên của chúng là rừng ôn đới, vùng cây bụi ôn đới, thảm cây bụi kiểu Địa Trung Hải, sông có nước theo mùa, intermittent đầm nước ngọt, vùng đồng cỏ, và ao nuôi trồng thủy sản.
Chúng hiện đang bị đe dọa vì mất môi trường sống.

## Hình ảnh

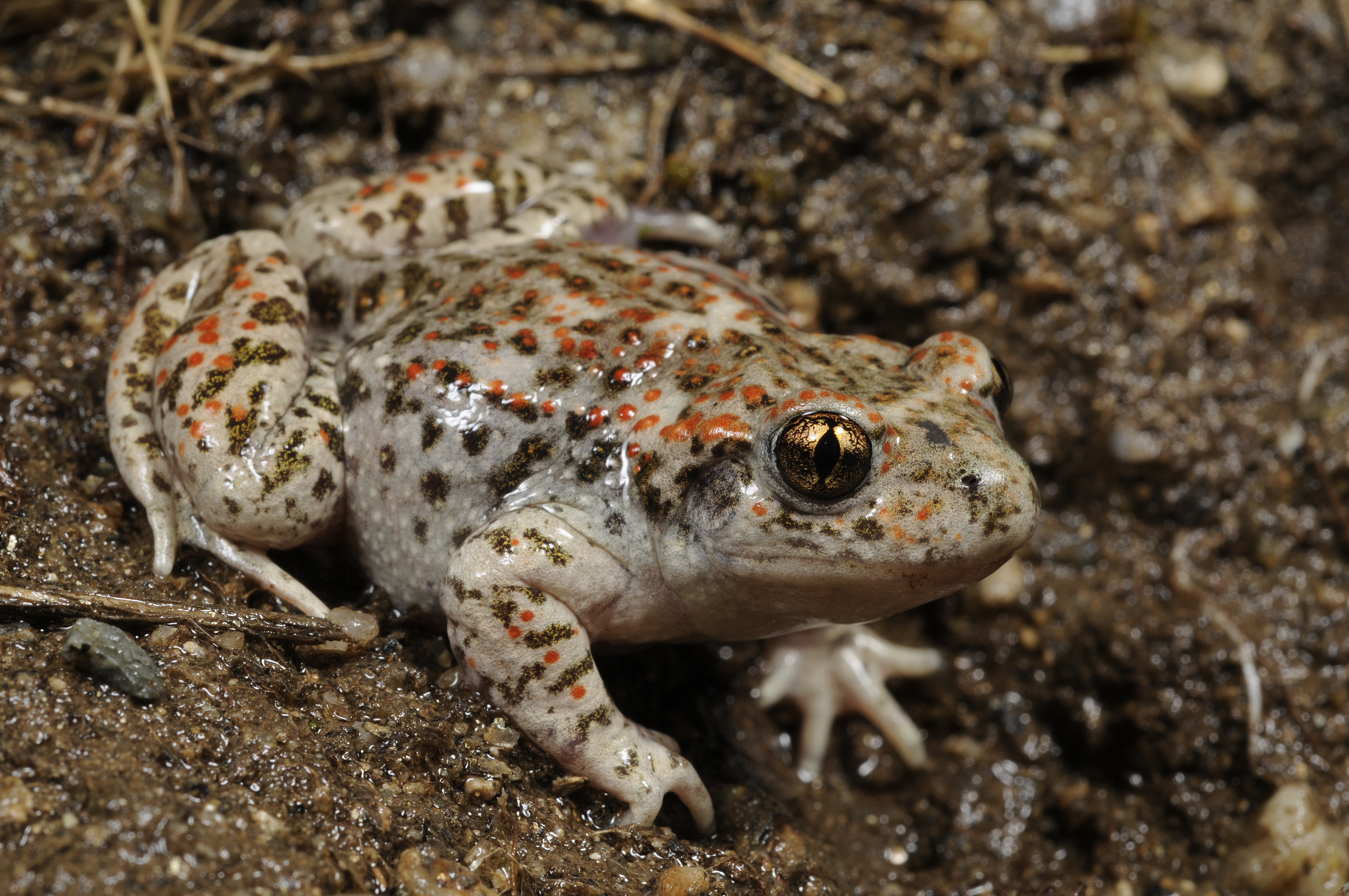
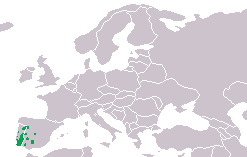
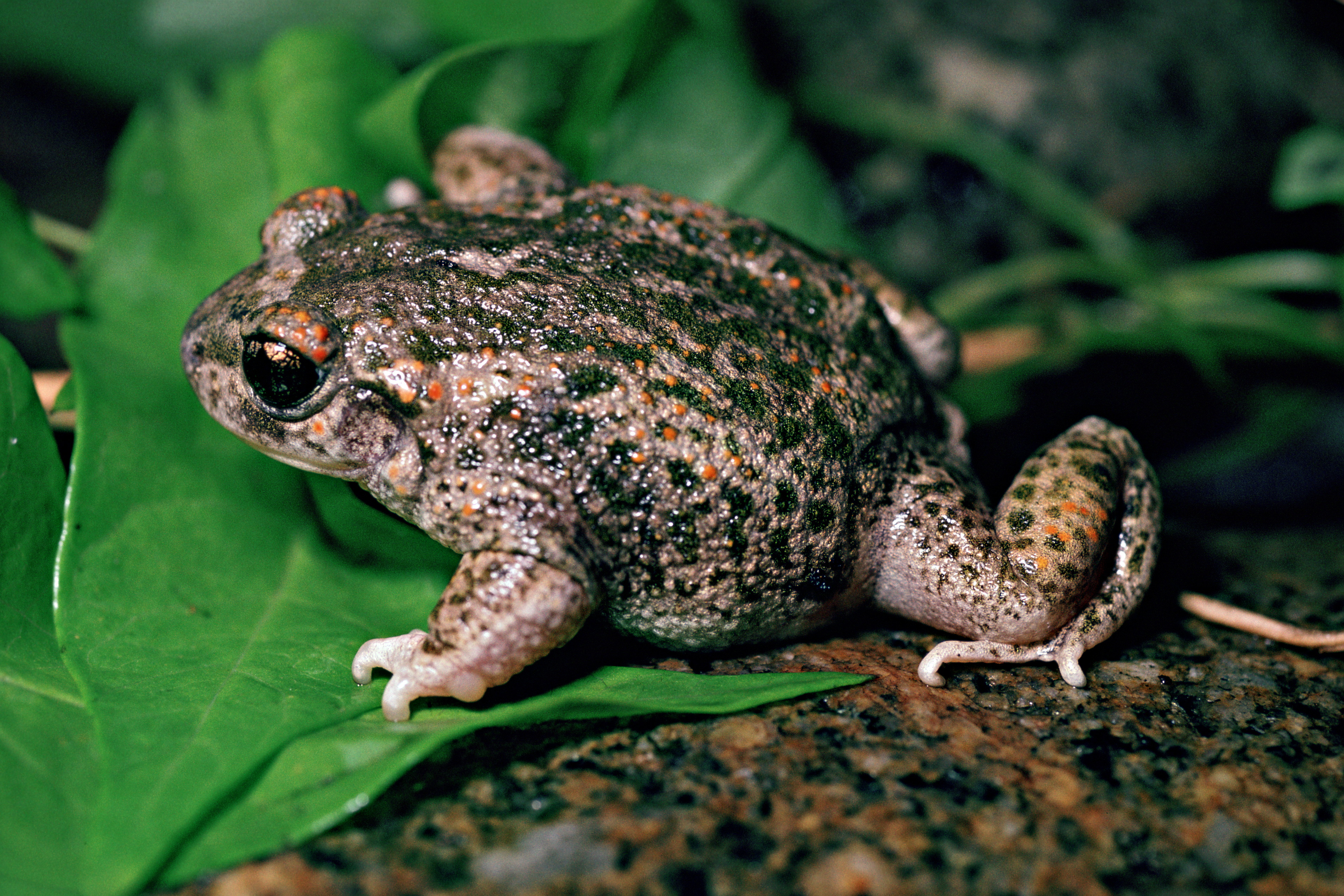